# Smerinthus semipavo
Smerinthus semipavo är en fjärilsart som beskrevs av Anders Jahan Retzius 1783. Smerinthus semipavo ingår i släktet Smerinthus och familjen svärmare. Inga underarter finns listade i Catalogue of Life.